# Simon Helberg
Simon Maxwell Helberg (Los Angeles, Kalifornia, 1980. december 9.– ) amerikai színész, humorista. 
Legismertebb szerepe Howard Wolowitz gépészmérnök az Agymenők című vígjátéksorozatban. 2008-ban a Dr. Horrible’s Sing-Along Blog című internetes minisorozatban Moist-ot alakította.

## Fiatalkora
1980-ban született Los Angeles-i zsidó családban, apja Sandy Helberg színész, anyja Harriet B. Helberg castingrendező.
A Karate kölyök című film hatására gyerekként karatézni kezdett, tízéves korára már fekete övet szerzett. Zsidó neveltetést kapott, melyről egy interjúban így vallott: „Konzervatívból reformba hajló judaizmus volt, de az idő előrehaladtával egyre inkább reform lett.”
A kaliforniai Santa Monicában végezte középiskolai tanulmányait. Ezt követően a New York Egyetem művészeti karára (Tisch School of the Arts) járt, és az Atlantic Theater Company színészeként szerzett tapasztalatot.

## Pályafutása
Évekig volt Derek Waters társa a Derek & Simon humortársulatban. 2007-ben Bob Odenkirkkel közösen elindították a Derek & Simon: The Show című internetes műsort. Emellett két rövidfilmet is készítettek: Derek & Simon: The Pity Card (melyben Zach Galifianakis és Bill Hader is szerepel), illetve Derek & Simon: A Bee and a Cigarette (ebben Casey Wilson és Emily Rutherfurd tűnik fel). Helberg egyik első tévés munkája a Mad TV-ben volt 2002-ben, amelyben különböző humoros alakításai voltak.
2002-ben a Buliszerviz egyik kocka diákját alakította. 2003-ban kisebb szerepet kapott a Sulihuligánok-ban. 2004-ben a Reno 911! – Zsaruk bevetésen című valóságshow-vígjátéksorozatban, illetve a Quintuplets egyik részében is feltűnt. Ugyancsak 2004-ben a Los Angeles-i tündérmese című romantikus vígjátékban Hilary Duff és Chad Michael Murray mellett volt látható. George Clooney 2005-ös Jó estét, jó szerencsét! című filmjében, illetve Az ítélet: család egyik részében is feltűnt, kisebb szerepeket játszva. 2006 és 2007 között A színfalak mögött-ben Alex Dwyert alakította. Ugyancsak 2006-ban több humoros reklámban is szerepelt. 2007-ben A lankadatlan – A Dewey Cox sztori című zenés vígjátékban zsidó lemezkiadót játszott.
2008-ban a Dr. Horrible’s Sing-Along Blog című internetes minisorozatban Moist-ot, 2009-ben a Coen testvérek Egy komoly ember című vígjáték-drámájában Scott Ginzler rabbit alakította.
2007-től ő játszotta Howard Wolowitz-ot, a CBS Agymenők című sorozatának egyik tudósát, az excentrikusan öltözködő, önjelölt „casanovát”.

## Magánélete
2007-ben feleségül vette Jocelyn Towne színésznőt. Gyermekük, Adeline 2012. május 8-án született.

## Filmográfia

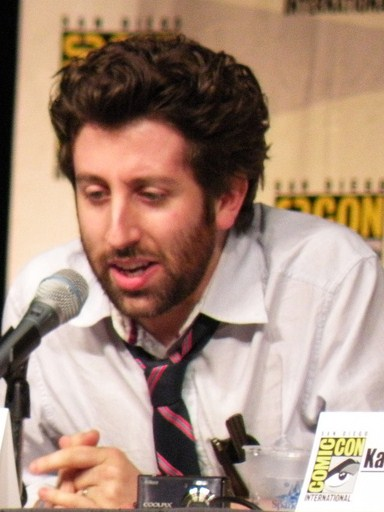
Simon Helberg, 2009

### Film
| Év   | Magyar cím                         | Eredeti cím                                      | Szerep                  | Magyar hang       |
| ---- | ---------------------------------- | ------------------------------------------------ | ----------------------- | ----------------- |
| 1999 | Dilidoki                           | Mumford                                          | szobatárs               |                   |
| 2002 | Buliszerviz                        | Van Wilder                                       | Vernon                  |                   |
| 2003 | Sulihuligánok                      | Old School                                       | Jerry                   |                   |
| 2004 | Los Angeles-i tündérmese           | A Cinderella Story                               | Terry Andersons         | Csőre Gábor       |
| 2005 | Jó estét, jó szerencsét!           | Good Night, and Good Luck                        | CBS page                |                   |
| 2006 |                                    | Derek & Simon: A Bee and a Cigarette (rövidfilm) | Simon                   |                   |
| 2006 | The Pity Card (rövidfilm)          |                                                  | Simon                   |                   |
| 2006 | Király ötletek                     | Bickford Shmeckler's Cool Ideas                  | Al                      |                   |
| 2006 | TV játék                           | The TV Set                                       | TJ Goldman              |                   |
| 2006 | Oscar – vágy                       | For Your Consideration                           | fiatal ügynök           | Epres Attila      |
| 2008 | A kilencujjú nő                    | Careless                                         | Stewart                 | Elek Ferenc       |
| 2008 | Evan, a minden6ó                   | Evan Almighty                                    | Staffer                 |                   |
| 2008 | Mama kicsi fia                     | Mama's Boy                                       | Rathkon                 |                   |
| 2008 | A lankadatlan – A Dewey Cox sztori | Walk Hard: The Dewey Cox Story                   | Dreidel L'Chaim         | Dévai Balázs      |
| 2009 | Egy komoly ember                   | A Serious Man                                    | Scott rabbi             | Dányi Krisztián   |
| 2011 |                                    | The Selling                                      | fiatal férj             |                   |
| 2011 |                                    | Let Go                                           | Frank                   |                   |
| 2012 |                                    | I am I                                           | Seth                    |                   |
| 2014 | Meglepetés Párizsban               | We'll Never Have Paris                           | Quinn Berman            | Karácsonyi Zoltán |
| 2015 |                                    | Hollywood Adventures                             | Harvey Millsap          |                   |
| 2016 | Florence – A tökéletlen hang       | Florence Foster Jenkins                          | Cosmé McMoon zongorista | Kovács Lehel      |
| 2021 |                                    | Annette                                          | kísérő                  |                   |
| 2022 |                                    | As They Made Us                                  | Nathan                  |                   |
| 2022 | Space Oddity                       | Space Oddity                                     | Dmitri                  | Juhász Zoltán     |

### Televízió
| Év        | Magyar cím                                | Eredeti cím                                 | Szerep                         | Megjegyzések                                      |
| --------- | ----------------------------------------- | ------------------------------------------- | ------------------------------ | ------------------------------------------------- |
| 2001      |                                           | Popular                                     | Gus Latrine                    | 1 epizód                                          |
| 2001      |                                           | Cursed                                      | Andy Tinkler                   | 1 epizód                                          |
| 2001      | Tengerparti fenegyerek                    | Son of the Beach                            | Billy                          | 1 epizód                                          |
| 2001      |                                           | Undeclared                                  | Jack                           | 1 epizód                                          |
| 2001      |                                           | Ruling Class                                | Fred Foster                    | tévéfilm                                          |
| 2002      |                                           | The Funkhousers                             | Donnie Funkhouser              | tévéfilm                                          |
| 2002      | Sabrina, a tiniboszorkány                 | Sabrina, the Teenage Witch                  | szóvivő                        | 1 epizód                                          |
| 2002–2003 | Mad TV                                    | Mad TV                                      | több szereplő                  | 5 epizód                                          |
| 2003      |                                           | Tracey Ullman in the Trailer Tales          | Adam, gyakornok                | különkiadás                                       |
| 2003      |                                           | Less than Perfect                           | Arthur                         | 1 epizód                                          |
| 2004      |                                           | Quintuplets                                 | Neil                           | 1 epizód                                          |
| 2004      | Reno 911! – Zsaruk bevetésen              | Reno 911!                                   | sofőr / prostituált kuncsaftja | 2 epizód                                          |
| 2004–2006 | Joey                                      | Joey                                        | Seth                           | 4 epizód                                          |
| 2005      |                                           | Unscripted                                  | több szereplő                  | 2 epizód                                          |
| 2005      |                                           | Life on a Stick                             | Stan / Vinnie                  | 2 epizód                                          |
| 2005      | Az ítélet: család                         | Arrested Development                        | Jeff                           | 1 epizód                                          |
| 2006      |                                           | The Jake Effect                             | Bill Skidelsky                 | 1 epizód                                          |
| 2006–2007 | A színfalak mögött                        | Studio 60 on the Sunset Strip               | Alex Dwyer                     | 14 epizód                                         |
| 2007      |                                           | Derek and Simon: The Show                   | Simon                          | 13 epizód                                         |
| 2007      |                                           | The Minor Accomplishments of Jackie Woodman | Matt Menard                    | 1 epizód                                          |
| 2007–2019 | Agymenők                                  | The Big Bang Theory                         | Howard Wolowitz                | - főszereplő - magyar hangja: - Karácsonyi Zoltán |
| 2008      |                                           | Dr. Horrible’s Sing-Along Blog              | Moist                          | 3 epizód                                          |
| 2010      |                                           | The Guild                                   | Kevinator                      | 1 epizód                                          |
| 2010–2012 | Kick Buttowski: A külvárosi fenegyerek    | Kick Buttowski: Suburban Daredevil          | Ronaldo (hangja)               | 3 epizód                                          |
| 2011–2016 | Kung Fu Panda – A rendkívüliség legendája | Kung Fu Panda: Legends of Awesomeness       | Bian Zao (hangja)              | 8 epizód                                          |
| 2012      |                                           | Weasel Town                                 | Kenny Rogers / egyéb szereplők | websorozat                                        |
| 2013      | Tömény történelem                         | Drunk History                               | Frank Mason Robinson           | 1 epizód                                          |
| 2014      | Tom és Jerry-show                         | The Tom and Jerry Show                      | Napoleon (hangja)              | 9 epizód                                          |
| 2015      |                                           | Comedy Bang! Bang!                          | önmaga                         | 1 epizód                                          |
| 2021      | Dug kalandjai                             | Dug Days                                    | mókus (hangja)                 | 1 epizód                                          |
| 2021      | Az ifjú Sheldon                           | Young Sheldon                               | Howard Wolowitz (hangja)       | 1 epizód                                          |
| 2023      | Poker Face                                | Poker Face                                  | Luca Clark FBI-ügynök          | 2 epizód - magyar hangja: Karácsonyi Zoltán       |
| 2023      | Amerikai fater                            | American Dad!                               | Dr. Revanche (hangja)          | 1 epizód                                          |